# أنكوريج (ألاسكا)
أنكوريج (بالإنجليزية: Anchorage)‏ اسمها الرسمي بلدية أنكوريج، هي أكبر مدينة في ولاية ألاسكا الأمريكية، يقدر عدد سكانها حسب إحصائيات 2009 بـ 286,174، ويبلغ عدد سكان التجمع الحضري للمدينة بـ 374,553 نسمة. تضم أكثر من 40 % من السكان في ولاية ألاسكا وبالتالي فهي تعتبر أكثر مدينة ذات كثافة سكانية عالية. إلا أن ولاية نيويورك تتميز بكونها تضم أعلى نسبة من السكان الذين يعيشون في أكبر مدينة في أمريكا. ولقبت المدينة أربع مرات باسم 'مدينة كل أمريكا' (بالإنجليزية:  All-America City)‏ وكان ذلك في عام 1956 و 1965 و 1985/1984 وفي عام 2002 من قبل الرابطة الوطنية المدنية. تعتبر أنكوراج على الصعيد المالي أفضل المدن الأمريكية بحسب كيبلنجر.

## تاريخ
هيمنت روسيا على جنوب وسط ألاسكا منذ 1800. في عام 1867، وقعت تفاوضات بين كل من وزير الخارجية وليام هنري سيوارد والإمبراطورية الروسية لشراء ألاسكا لأن الأخيرة كان لديها ديون قدرها 7.2 مليون دولار (أقل من 2 سنتا للدونم الواحد أو 4.20 دولار لكل كيلومتر مربع). وأثارت هذه العملية انتقادات عديدة وأطلق عليها سياسون اسم «حماقة سيوارد» و«برودة سيوارد» و«وول روسيا». تم اكتشاف الذهب في عام 1888، على طول 'تارناجن أرم' بخليج كوك. انضمت ولاية ألاسكا في عام 1912 إلى الولايات المتحدة.

## المناخ
يظهر الجدول التالي التغييرات المناخية على مدار السنة لأنكوريج:
| البيانات المناخية لـأنكوريج       | البيانات المناخية لـأنكوريج | البيانات المناخية لـأنكوريج | البيانات المناخية لـأنكوريج | البيانات المناخية لـأنكوريج | البيانات المناخية لـأنكوريج | البيانات المناخية لـأنكوريج | البيانات المناخية لـأنكوريج | البيانات المناخية لـأنكوريج | البيانات المناخية لـأنكوريج | البيانات المناخية لـأنكوريج | البيانات المناخية لـأنكوريج | البيانات المناخية لـأنكوريج | البيانات المناخية لـأنكوريج |
| الشهر                             | يناير                       | فبراير                      | مارس                        | أبريل                       | مايو                        | يونيو                       | يوليو                       | أغسطس                       | سبتمبر                      | أكتوبر                      | نوفمبر                      | ديسمبر                      | المعدل السنوي               |
| --------------------------------- | --------------------------- | --------------------------- | --------------------------- | --------------------------- | --------------------------- | --------------------------- | --------------------------- | --------------------------- | --------------------------- | --------------------------- | --------------------------- | --------------------------- | --------------------------- |
| متوسط درجة الحرارة الكبرى °ف (°م) | 20 (−7)                     | 26 (−3)                     | 35 (2)                      | 45 (7)                      | 58 (14)                     | 66 (19)                     | 68 (20)                     | 65 (18)                     | 55 (13)                     | 41 (5)                      | 26 (−3)                     | 22 (−6)                     | 44 (7)                      |
| متوسط درجة الحرارة الصغرى °ف (°م) | 2 (−17)                     | 4 (−16)                     | 9 (−13)                     | 22 (−6)                     | 33 (1)                      | 41 (5)                      | 47 (8)                      | 44 (7)                      | 35 (2)                      | 22 (−6)                     | 7 (−14)                     | 5 (−15)                     | 23 (−5)                     |
| متوسط تساقط الثلوج إنش (سم)       | 10 (25)                     | 16 (41)                     | 18 (46)                     | 9 (23)                      | 0.2 (0.51)                  | 0 (0)                       | 0 (0)                       | 0 (0)                       | 0 (0)                       | 9 (23)                      | 11 (28)                     | 2 (5.1)                     | 75.2 (191.61)               |
| المصدر: NOAA                      |                             |                             |                             |                             |                             |                             |                             |                             |                             |                             |                             |                             |                             |

## توأمة
لأنكوريج (ألاسكا) اتفاقيات توأمة مع كل من:
- تشيتوزي
- داروين
- إنتشون
- ماغادان
- ترومسو
- مدينة ويتبي
- هاربن
- خاباروفسك

## أعلام
- ويليام ألن إيغان
- كيث هارفي ميلر
- كاثرين كريتندن
- إتش. أ. باوتشر
- آدا بلاكجاك
- كورت شيلينغ
- ماريو تشالمرز
- ماري سميث جونز
- جيسيكا جايمس
- آني باريس
- سايكلوبس